# Chamant
Chamant és un municipi francès, situat al departament de l'Oise i a la regió dels Alts de França. L'any 2007 tenia 925 habitants.

## Demografia

### Població
El 2007 la població de fet de Chamant era de 925 persones. Hi havia 360 famílies de les quals 88 eren unipersonals (36 homes vivint sols i 52 dones vivint soles), 104 parelles sense fills, 140 parelles amb fills i 28 famílies monoparentals amb fills.
La població ha evolucionat segons el següent gràfic:
Habitants censats

### Habitatges
El 2007 hi havia 414 habitatges, 364 eren l'habitatge principal de la família, 36 eren segones residències i 14 estaven desocupats. 361 eren cases i 50 eren apartaments. Dels 364 habitatges principals, 280 estaven ocupats pels seus propietaris, 65 estaven llogats i ocupats pels llogaters i 19 estaven cedits a títol gratuït; 5 tenien una cambra, 27 en tenien dues, 39 en tenien tres, 58 en tenien quatre i 235 en tenien cinc o més. 297 habitatges disposaven pel capbaix d'una plaça de pàrquing. A 147 habitatges hi havia un automòbil i a 194 n'hi havia dos o més.

### Piràmide de població
La piràmide de població per edats i sexe el 2009 era:
| Homes | Edats   | Dones |
| ----- | ------- | ----- |
| 0     | 95 o +  | 0     |
| 0     | 90 a 94 | 0     |
| 4     | 85 a 89 | 4     |
| 4     | 80 a 84 | 0     |
| 4     | 75 a 79 | 16    |
| 8     | 70 a 74 | 20    |
| 4     | 65 a 69 | 20    |
| 24    | 60 a 64 | 20    |
| 24    | 55 a 59 | 16    |
| 64    | 50 a 54 | 52    |
| 36    | 45 a 49 | 44    |
| 44    | 40 a 44 | 40    |
| 28    | 35 a 39 | 36    |
| 20    | 30 a 34 | 32    |
| 8     | 25 a 29 | 36    |
| 28    | 20 a 24 | 12    |
| 72    | 15 a 19 | 20    |
| 24    | 10 a 14 | 48    |
| 36    | 5 a 9   | 36    |
| 28    | 0 a 4   | 16    |

## Economia
El 2007 la població en edat de treballar era de 620 persones, 458 eren actives i 162 eren inactives. De les 458 persones actives 432 estaven ocupades (239 homes i 193 dones) i 26 estaven aturades (8 homes i 18 dones). De les 162 persones inactives 52 estaven jubilades, 66 estaven estudiant i 44 estaven classificades com a «altres inactius».

### Ingressos
El 2009 a Chamant hi havia 352 unitats fiscals que integraven 922,5 persones, la mediana anual d'ingressos fiscals per persona era de 27.483 €.

### Activitats econòmiques
Dels 71 establiments que hi havia el 2007, 2 eren d'empreses alimentàries, 3 d'empreses de fabricació d'altres productes industrials, 6 d'empreses de construcció, 28 d'empreses de comerç i reparació d'automòbils, 1 d'una empresa de transport, 4 d'empreses d'hostatgeria i restauració, 1 d'una empresa d'informació i comunicació, 4 d'empreses financeres, 3 d'empreses immobiliàries, 11 d'empreses de serveis, 3 d'entitats de l'administració pública i 5 d'empreses classificades com a «altres activitats de serveis».
Dels 7 establiments de servei als particulars que hi havia el 2009, 2 eren paletes, 1 electricista, 1 empresa de construcció, 1 veterinari, 1 restaurant i 1 agència immobiliària.
Dels 14 establiments comercials que hi havia el 2009, 1 era una botiga de menys de 120 m², 1 una fleca, 9 botigues de roba, 1 una botiga d'electrodomèstics, 1 una botiga de material de revestiment de parets i terra i 1 una joieria.

## Equipaments sanitaris i escolars
El 2009 hi havia una escola elemental.

## Poblacions més properes
El següent diagrama mostra les poblacions més properes.